# Chazey-sur-Ain
Chazey-sur-Ain és un municipi francès situat al departament de l'Ain i a la regió d'Alvèrnia-Roine-Alps. L'any 2007 tenia 1.348 habitants.

## Demografia

### Població
El 2007 la població de fet de Chazey-sur-Ain era de 1.348 persones. Hi havia 496 famílies de les quals 106 eren unipersonals (45 homes vivint sols i 61 dones vivint soles), 130 parelles sense fills, 223 parelles amb fills i 37 famílies monoparentals amb fills.
La població ha evolucionat segons el següent gràfic:
Habitants censats

### Habitatges
El 2007 hi havia 547 habitatges, 497 eren l'habitatge principal de la família, 27 eren segones residències i 23 estaven desocupats. 507 eren cases i 34 eren apartaments. Dels 497 habitatges principals, 412 estaven ocupats pels seus propietaris, 69 estaven llogats i ocupats pels llogaters i 16 estaven cedits a títol gratuït; 5 tenien una cambra, 15 en tenien dues, 82 en tenien tres, 115 en tenien quatre i 280 en tenien cinc o més. 397 habitatges disposaven pel capbaix d'una plaça de pàrquing. A 184 habitatges hi havia un automòbil i a 278 n'hi havia dos o més.

### Piràmide de població
La piràmide de població per edats i sexe el 2009 era:
| Homes | Edats   | Dones |
| ----- | ------- | ----- |
| 0     | 95 o +  | 4     |
| 4     | 90 a 94 | 4     |
| 0     | 85 a 89 | 12    |
| 8     | 80 a 84 | 8     |
| 4     | 75 a 79 | 16    |
| 12    | 70 a 74 | 36    |
| 28    | 65 a 69 | 20    |
| 28    | 60 a 64 | 8     |
| 4     | 55 a 59 | 20    |
| 36    | 50 a 54 | 24    |
| 28    | 45 a 49 | 28    |
| 72    | 40 a 44 | 44    |
| 40    | 35 a 39 | 60    |
| 60    | 30 a 34 | 68    |
| 48    | 25 a 29 | 48    |
| 24    | 20 a 24 | 16    |
| 24    | 15 a 19 | 32    |
| 44    | 10 a 14 | 24    |
| 56    | 5 a 9   | 60    |
| 72    | 0 a 4   | 48    |

## Economia
El 2007 la població en edat de treballar era de 845 persones, 652 eren actives i 193 eren inactives. De les 652 persones actives 613 estaven ocupades (340 homes i 273 dones) i 39 estaven aturades (11 homes i 28 dones). De les 193 persones inactives 61 estaven jubilades, 59 estaven estudiant i 73 estaven classificades com a «altres inactius».

### Ingressos
El 2009 a Chazey-sur-Ain hi havia 509 unitats fiscals que integraven 1.342,5 persones, la mediana anual d'ingressos fiscals per persona era de 21.532 €.

### Activitats econòmiques
Dels 57 establiments que hi havia el 2007, 1 era d'una empresa alimentària, 4 d'empreses de fabricació d'altres productes industrials, 15 d'empreses de construcció, 7 d'empreses de comerç i reparació d'automòbils, 3 d'empreses de transport, 4 d'empreses d'hostatgeria i restauració, 2 d'empreses immobiliàries, 5 d'empreses de serveis, 12 d'entitats de l'administració pública i 4 d'empreses classificades com a «altres activitats de serveis».
Dels 16 establiments de servei als particulars que hi havia el 2009, 3 eren paletes, 2 guixaires pintors, 4 fusteries, 1 lampisteria, 3 electricistes, 2 restaurants i 1 agència immobiliària.
Dels 3 establiments comercials que hi havia el 2009, 1 era una botiga de menys de 120 m², 1 una peixateria i 1 una joieria.
L'any 2000 a Chazey-sur-Ain hi havia 26 explotacions agrícoles que ocupaven un total de 1.819 hectàrees.

## Equipaments sanitaris i escolars
El 2009 hi havia una escola elemental.

## Poblacions més properes
El següent diagrama mostra les poblacions més properes.